# Ana de Armas
Ana Celia de Armas Caso (AFI: [ˈana ˈselja ðe ˈaɾmas ˈkaso]; Havana, 30 de abril de 1988) é uma atriz e produtora cubana-espanhola. Ela começou sua carreira em Cuba com um papel principal no drama romântico Una rosa de Francia (2006). Aos 18 anos, ela se mudou para Madrid, Espanha, e estrelou o drama popular El Internado por seis temporadas de 2007 a 2010.
Depois de se mudar para Los Angeles, de Armas teve papéis em inglês no thriller psicológico Knock Knock (2015) e no filme de comédia e crime War Dogs (2016). Ela ganhou destaque com seu papel como a projeção holográfica de IA Joi no filme de ficção científica Blade Runner 2049 (2017). Por sua atuação como a enfermeira Marta Cabrera no filme de mistério Knives Out (2019), ela foi indicada ao Globo de Ouro de melhor atriz em comédia ou musical. Posteriormente, ela interpretou a Bond girl Paloma no filme de James Bond No Time to Die (2021) e Norma Jeane no drama biográfico Blonde (2022). Por este último, de Armas se tornou a primeira cubana a ser indicada ao Oscar de Melhor Atriz. Conhecida principalmente por seus papéis em filmes como  007 - Sem Tempo para Morrer, Knives Out, Blade Runner 2049 e Blonde, já foi indicada aos Prêmios Globo de Ouro, SAG, BAFTA e Oscar.

## Biografia
Ana Celia de Armas Caso nasceu em 30 de abril de 1988 em Havana, Cuba, e foi criada em Santa Cruz del Norte. Seu pai, Ramon, trabalhou como professor e sua mãe, também chamada Ana, trabalhou com recursos humanos; Tem um irmão, chamado Javier, que é fotógrafo. Quando adolescente, de Armas decidiu que queria ser atriz e, aos 14 anos, começou a estudar na Escola Nacional de Teatro de Cuba. Além da nacionalidade cubana de sua terra natal, ela detém nacionalidade espanhola, a qual adquiriu através de seus avós maternos espanhóis.
Quando atuava na Espanha, de Armas viveu em Madrid. Atualmente reside em Nova York.

## Carreira
De Armas fez sua estreia como atriz em 2006, interpretando o papel de Marie em Una rosa de Francia. Aos 18 anos, ela se mudou para a Espanha, tendo o seu primeiro grande sucesso televisivo na série El Internado, na qual ela estrelou como Carolina Leal, que foi ao ar na Antena 3 em 2007. Continuou sua carreira no filme Mentiras y gordas (2009), na série Hispania, La leyenda (2010-2012) e El Callejón (2011).
Em 2014, de Armas mudou-se para Los Angeles. No mesmo ano ela apareceu no filme Por un puñado de besos. Em 2015, ela estrelou Knock Knock, ao lado de Keanu Reeves, com quem também co-estrelou no filme de 2016 Exposed. Ela credita o diretor da Hands of Stone, Jonathan Jakubowicz, por “tê-la descoberto”, desde que ele deu seu primeiro papel internacional, na obra de 2016. Tendo um ano cheio,  ela também teve um papel de destaque em War Dogs, interpretando a esposa do personagem do ator Miles Teller.
Em 2017, ela apareceu em Overdrive, um thriller de ação francês e Blade Runner 2049 no papel de Joi, um programa de computador holográfico que é a namorada do personagem principal. Sua atuação no filme recebeu elogios e foi caracterizada como seu papel de maior destaque até aquele momento e que de Armas foi a maior descoberta do filme.
Em 2019, de Armas estrelou o filme de crime de ação The Informer, dirigido por Andrea Di Stefano, ao lado de Rosamund Pike e Joel Kinnaman. A atriz também protagonizou Wasp Network, dirigida por Olivier Assayas, que teve sua estreia mundial no Festival Internacional de Cinema de Veneza. Ela então integrou o elenco de Knives Out, um filme de mistério sobre assassinatos ao melhor estilo “quem matou?”, dirigido por Rian Johnson, ao lado de um elenco incluindo Daniel Craig, Jamie Lee Curtis, Christopher Plummer, Chris Evans, Toni Collette, Michael Shannon e Katherine Langford. O filme teve sua pré-estreia no Festival Internacional de Cinema de Toronto e a mesma recebeu elogios de críticos, que exaltaram sua atuação.
Em 2020, estrelou o filme Sergio, onde interpretou Carolina Larriera, estrelando ao lado de Wagner Moura, que foi dirigido por Greg Barker, e lançado pela Netflix.
Em 2021, obteve uma breve aparição em 007 - Sem Tempo para Morrer, último filme de  Daniel Craig como James Bond, dirigido por Cary Joji Fukunaga. Em papel criado pelo diretor para ela, interpretou diálogos escritos por Phoebe Waller-Bridge.
Também em 2021, de Armas assumiu um novo papel como embaixadora da marca global da Estée Lauder. Estrelou em sua primeira campanha para a última fragrância da marca Beautiful Magnolia.
Em 2022, esteve no elenco do thriller erótico Deep Water, dirigido por Adrian Lyne, baseado no romance homônimo de Patricia Highsmith, ao lado de Ben Affleck. No mesmo ano, ela estrelou ao lado de rostos já conhecidos pela mesma, Ryan Gosling e Chris Evans, no mais caro filme de ação da Netflix, The Gray Man. Recentemente foi estreada a longa-metragem Blonde, onde a atriz interpreta o papel de Marilyn Monroe, tendo o evento ocorrido na 79° edição do Festival Internacional de Cinema de Veneza. Obteve uma ovação de aproximadamente 14 minutos, sendo uma das mais longas de todo o festival. O elenco também conta com Adrien Brody e foi dirigido por Andrew Dominik e produzido por Brad Pitt para Netflix. O filme teve uma ótima reação de críticos, chegando à 82% nas avaliações de sites como Rotten Tomatoes.

## Vida pessoal
A atriz casou-se com o ator espanhol Marc Clotet em julho de 2011, mas se divorciaram em 2013.
Teve um relacionamento com Paul Boukadakis, o vice-presidente do aplicativo Tinder.

## Filmografia

### Cinema
| Ano  | Título                                 | Papel                 | Direção                       | Notas           | Ref.          |
| ---- | -------------------------------------- | --------------------- | ----------------------------- | --------------- | ------------- |
| 2006 | Una rosa de Francia                    | Marie                 | Manuel Gutiérrez Aragón       |                 | [ 13 ]        |
| 2007 | Madrigal                               | Stella Maris          | Fernando Pérez Valdés         |                 | [ 53 ]        |
| 2009 | Mentiras y Gordas                      | Carola                | Alfonso Albacete David Menkes |                 | [ 17 ] [ 18 ] |
| 2009 | Y de postre, qué                       | Girl                  |                               | Curta-metragem  | [ 54 ]        |
| 2009 | Ánima                                  | Julieta               | Bebé Pérez                    | Curta-metragem  | [ 55 ]        |
| 2011 | El callejón                            | Rosa / Laura          | Antonio Trashorras            |                 | [ 21 ]        |
| 2012 | Perrito chino                          | Sabina                | Fran Gil-Ortega               | Curta-metragem  | [ 56 ] [ 57 ] |
| 2013 | Faraday                                | Inma Murga            | Norberto Ramos del Val        |                 |               |
| 2014 | Por un puñado de besos                 | Sol                   | David Menkes                  |                 | [ 22 ] [ 23 ] |
| 2015 | Anabel                                 | Cris                  | Antonio Trashorras            |                 | [ 58 ] [ 59 ] |
| 2015 | Knock Knock                            | Bel                   | Eli Roth                      |                 | [ 24 ] [ 25 ] |
| 2016 | Exposed                                | Isabel de la Cruz     | Gee Malik Linton              |                 | [ 24 ] [ 25 ] |
| 2016 | Hands of Stone                         | Felicidad Durán       | Jonathan Jakubowicz           |                 | [ 26 ]        |
| 2016 | War Dogs                               | Iz                    | Todd Phillips                 |                 | [ 27 ] [ 28 ] |
| 2017 | Overdrive                              | Stephanie             | Antonio Negret                |                 | [ 29 ] [ 30 ] |
| 2017 | Blade Runner 2049                      | Joi                   | Denis Villeneuve              |                 | [ 31 ] [ 32 ] |
| 2018 | Corazón                                | Elena Ramírez         | John Hillcoat                 | Curta-metragem  | [ 60 ]        |
| 2019 | Yesterday                              | Roxanne               | Danny Boyle                   | Cenas deletadas | [ 61 ] [ 62 ] |
| 2019 | The Informer                           | Sofia Hoffman         | Andrea di Stefano             |                 | [ 35 ] [ 36 ] |
| 2019 | Wasp Network                           | Ana Magarita Martinez | Olivier Assayas               |                 | [ 37 ] [ 38 ] |
| 2019 | Entering Red                           | Ana                   | Matteo Garrone                | Curta-metragem  | [ 63 ] [ 64 ] |
| 2019 | Knives Out                             | Marta Cabrera         | Rian Johnson                  |                 | [ 39 ] [ 40 ] |
| 2020 | Sergio                                 | Carolina Larriera     | Greg Barker                   |                 | [ 44 ] [ 45 ] |
| 2020 | The Night Clerk                        | Andrea                | Michael Cristofer             |                 | [ 65 ] [ 66 ] |
| 2021 | 007 - Sem Tempo para Morrer            | Paloma                | Cary Joji Fukunaga            |                 | [ 46 ] [ 47 ] |
| 2022 | Deep Water                             | Melinda Van Allen     | Adrian Lyne                   |                 | [ 49 ]        |
| 2022 | Blonde                                 | Marilyn Monroe        | Andrew Dominik                |                 | [ 50 ] [ 51 ] |
| 2022 | The Gray Man                           | Dani Miranda          | Anthony e Joe Russo           |                 |               |
| 2023 | Ghosted                                | Sadie                 | Dexter Fletcher               |                 |               |
| 2025 | From the World of John Wick: Ballerina | Eve Macarro           | Len Wiseman                   |                 |               |

### Televisão
| Ano       | Título               | Papel               | Notas        | Ref.          |
| --------- | -------------------- | ------------------- | ------------ | ------------- |
| 2007      | El edén perdido      | Gloria              | Telefilme    | [ 53 ]        |
| 2007–2010 | El Internado         | Carolina Leal Solís | 56 episódios | [ 15 ] [ 16 ] |
| 2008      | Revelados            |                     |              | [ 67 ]        |
| 2010–2012 | Hispania, la leyenda | Nerea               | 17 episódios | [ 19 ] [ 20 ] |

### Vídeos musicais
| Ano  | Canção                 | Artista        | Ref.   |
| ---- | ---------------------- | -------------- | ------ |
| 2012 | Mundo Frágil           | Sidecars       | [ 68 ] |
| 2012 | Gipsy Funky Love Me Do | Rosario Flores | [ 69 ] |
| 2018 | Everyday               | Orishas        | [ 70 ] |

## Prêmios e indicações

### Oscar
| Ano  | Categoria    | Trabalho | Resultado |
| ---- | ------------ | -------- | --------- |
| 2023 | Melhor Atriz | Blonde   | Indicado  |

### Globo de Ouro
| Ano  | Categoria                                   | Trabalho   | Resultado |
| ---- | ------------------------------------------- | ---------- | --------- |
| 2020 | Melhor Atriz em Cinema - Comédia ou Musical | Knives Out | Indicado  |
| 2023 | Melhor Atriz em Cinema - Drama              | Blonde     | Indicado  |

### SAG Awards
| Ano  | Categoria              | Trabalho | Resultado |
| ---- | ---------------------- | -------- | --------- |
| 2023 | Melhor Atriz Principal | Blonde   | Indicado  |

### BAFTA
| Ano  | Categoria    | Indicação | Notas    |
| ---- | ------------ | --------- | -------- |
| 2023 | Melhor Atriz | Blonde    | Indicado |

### Critics' Choice Awards
| Ano  | Categoria                     | Trabalho       | Resultado |
| ---- | ----------------------------- | -------------- | --------- |
| 2020 | Melhor Elenco                 | Knives Out     | Indicado  |
| 2022 | Melhor Atriz em Filme de Ação | No Time to Die | Indicado  |

### Saturn Awards
| Ano  | Categoria                | Trabalho          | Resultado |
| ---- | ------------------------ | ----------------- | --------- |
| 2018 | Melhor Atriz Coadjuvante | Blade Runner 2049 | Indicado  |
| 2020 | Melhor Atriz Coadjuvante | Knives Out        | Venceu    |

### National Board of Review
| Ano  | Categoria                    | Trabalho   | Resultado |
| ---- | ---------------------------- | ---------- | --------- |
| 2019 | Melhor Atuação por um Elenco | Knives Out | Venceu    |